# Simon Boccanegra
Simon Boccanegra è un'opera di Giuseppe Verdi su libretto di Francesco Maria Piave, tratto dal dramma Simón Bocanegra di Antonio García Gutiérrez. La prima ebbe luogo il 12 marzo 1857 al Teatro La Fenice di Venezia. 
Gli interpreti e gli artisti coinvolti nella prima furono i seguenti:
| Personaggio           | Interprete          |
| --------------------- | ------------------- |
| Simon Boccanegra      | Leone Giraldoni     |
| Maria Boccanegra      | Luigia Bendazzi     |
| Jacopo Fiesco         | Giuseppe Etcheverry |
| Gabriele Adorno       | Carlo Negrini       |
| Paolo Albiani         | Giacomo Vercellini  |
| Pietro                | Andrea Bellini      |
| Scene                 | Giuseppe Bertoja    |
| Costumi               | Davide Ascoli       |
| Maestro del coro      | Luigi Carcano       |
| Concertatore          | Giuseppe Verdi      |
| Direttore d'orchestra | Carlo Ercole Bosoni |

Oltre vent'anni dopo Verdi rimaneggiò profondamente la partitura. Le modifiche al libretto furono effettuate da Arrigo Boito, il futuro librettista di Otello e Falstaff. La nuova e definitiva versione andò in scena il 24 marzo 1881 al Teatro alla Scala di Milano. Alla prima rappresentazione di questa versione parteciparono:

| Personaggio              | Interprete                                             |
| ------------------------ | ------------------------------------------------------ |
| Simon Boccanegra         | Victor Maurel                                          |
| Maria Boccanegra         | Anna D'Angeri                                          |
| Jacopo Fiesco            | Édouard de Reszke                                      |
| Gabriele Adorno          | Francesco Tamagno                                      |
| Paolo Albiani            | Federico Salvati                                       |
| Pietro                   | Giovanni Bianco                                        |
| Capitano dei balastrieri | Angelo Fiorentini                                      |
| Ancella di Amelia        | Fernanda Cappelli                                      |
| Scene                    | Girolamo Magnani, realizzazione di Giovanni Zuccarelli |
| Costumi                  | Alfredo Edel, realizzazione di Luigi Zamperoni         |
| Maestro del coro         | Giuseppe Cairati                                       |
| Concertatore             | Giuseppe Verdi                                         |
| Direttore d'orchestra    | Franco Faccio                                          |

## Genesi

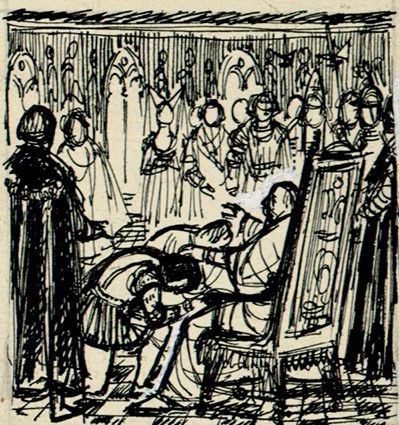
Disegno per copertina di libretto, disegno per Simon Boccanegra (1955). Archivio Storico Ricordi

All'inizio del 1856 la direzione del teatro La Fenice propose a Verdi di scrivere un'opera nuova, ma il musicista rifiutò, essendo già impegnato in altri progetti (la composizione del mai realizzato Re Lear e i rifacimenti di Stiffelio e della Battaglia di Legnano) e trovandosi già in trattative con il San Carlo di Napoli e La Pergola di Firenze.
L'anno successivo il librettista Francesco Maria Piave gli rinnovò la proposta, per cui a maggio Verdi sospese le trattative con gli altri teatri, e abbandonato il progetto di musicare Re Lear, firmò il contratto con il teatro veneziano.
Il soggetto della nuova opera è tratto, come quello del Trovatore, da un dramma di Gutiérrez, pubblicato in italiano solo nel 2022, nel quale si narra la storia di Simone Boccanegra, il corsaro genovese che nel Trecento riuscì a salire al trono dogale grazie all'appoggio di un amico e che al termine di una vita funestata da tragici eventi – la morte della donna segretamente amata, appartenente a una famiglia patrizia, e la scomparsa della figlia – morì avvelenato da quello stesso amico.
Quest'oscuro dramma privato sullo sfondo di una guerra civile attirò immediatamente Verdi che, come in altre occasioni, stese personalmente un libretto in prosa affidandone la versificazione a Piave. Inoltre, all'insaputa del suo librettista, Verdi si rivolse per la versificazione di alcuni passi a Giuseppe Montanelli, un poeta e patriota toscano in esilio a Parigi per aver partecipato al governo rivoluzionario del 1849. Il musicista rispedì il testo ultimato a Piave, accompagnandolo con queste asciutte parole:
Nonostante gli aggiustamenti il libretto di Simon Boccanegra fu oggetto di forti critiche: un musicologo del tempo, Abramo Basevi, affermò di averlo dovuto leggere sei volte prima di riuscire a venirne a capo.
Terminata la stesura dell'opera in abbozzo nella sua villa di Sant'Agata, il 18 gennaio 1857 Verdi si trasferì a Venezia per completare la strumentazione, assistere alle prove e curare la messinscena. La prima ebbe luogo il 12 marzo: i ruoli principali furono affidati a cantanti di rango – Leone Giraldoni (Simone), Luigia Bendazzi (Amelia), Carlo Negrini (Gabriele) e Giuseppe Echeverria (Fiesco) – ma la serata deluse le aspettative di Verdi:
Ma l'esito non cambiò nel corso delle sei repliche e l'opera non riuscì ad affermarsi stabilmente in repertorio. A contribuire al sostanziale insuccesso della prima versione di Simon Boccanegra furono certamente l'intreccio oltremodo complicato e la tinta eccessivamente uniforme della partitura musicale, povera di squarci lirici e appesantita dall'impiego massiccio del canto declamato.

## La seconda versione

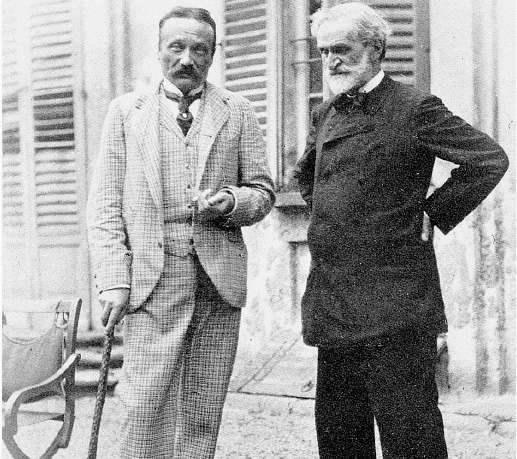
Arrigo Boito e Giuseppe Verdi

Nel 1868 l'editore Giulio Ricordi suggerì di realizzare una revisione della partitura, giacente da tempo nei suoi magazzini; ma il musicista rifiutò affermando che mancavano i cantanti adatti e che l'opera era «triste e di affetto monotono». Ricordi però non si diede per vinto e una decina d'anni più tardi spedì a Verdi un grosso pacco contenente la partitura da rivedere. Anche in questo caso la risposta del compositore fu secca e, all'apparenza, definitiva: «Se verrete a S. Agata di qui a sei mesi, un anno due, tre, ecc, la troverete intatta come me l'avete mandata. Vi dissi a Genova che io detesto le cose inutili.»
Nell'autunno del 1879 prese il via la grande azione diplomatica che portò Verdi a tornare al teatro, dopo il lungo silenzio seguito ad Aida: durante una cena, Ricordi fece cadere il discorso su Shakespeare e Otello, di cui Arrigo Boito aveva già preparato un'ipotesi di riduzione librettistica, notando in Verdi un certo interesse. L'indomani Boito presentò al compositore il suo lavoro, Verdi lo esaminò e lo trovò eccellente. Iniziò così una delle collaborazioni più felici della storia del teatro d'opera. Fra il giovane letterato, intelligente, colto e aggiornatissimo, e l'anziano musicista, che per tornare alle scene aveva bisogno soprattutto di uno sprone convincente, nacque uno straordinario rapporto di lavoro e di amicizia destinato a dare ottimi frutti. Il primo fu appunto la revisione di Simon Boccanegra.
Dal punto di vista musicale il rifacimento impegnò Verdi per quasi sei settimane, dall'inizio di gennaio alla terza settimana di febbraio del 1881. Ma già nel novembre 1880 il musicista aveva tracciato a grandi linee il piano di revisione. Originariamente suddivisa in quattro atti (la locandina originale della prima veneziana riporta però un prologo e tre atti), l'opera venne ristrutturata in un prologo (l'antefatto del dramma: la tragica morte di Maria e l'elezione di Simone al trono dogale) e tre atti. Allo scopo di ravvivare il primo atto Verdi suggerì la citazione di due lettere di Francesco Petrarca, una scritta a Boccanegra, Doge di Genova, l'altra al Doge di Venezia. Alla fine la revisione comportò la sostituzione di un intero quadro (il secondo dell'atto primo), il radicale mutamento del prologo, l'eliminazione del preludio (in luogo del quale Verdi compose una brevissima quanto memorabile introduzione strumentale), la sostituzione del duetto tra Gabriele e Fiesco (atto primo), la composizione di una nuova scena per il personaggio di Paolo (atto terzo) e inoltre un immenso numero di modifiche, tagli, ritocchi, inserzioni. In un tempo molto limitato e sotto la costante supervisione di Verdi - attestata dalle numerose lettere che i due si scambiarono durante il lavoro - Boito apportò le modifiche necessarie al vecchio libretto e avanzò personalmente alcuni validissimi suggerimenti. Per ovvie ragioni d'immagine (distinguere i nuovi versi dai vecchi sarebbe stato ben difficile) preferì tuttavia non firmare il libretto e mantenere l'anonimato.

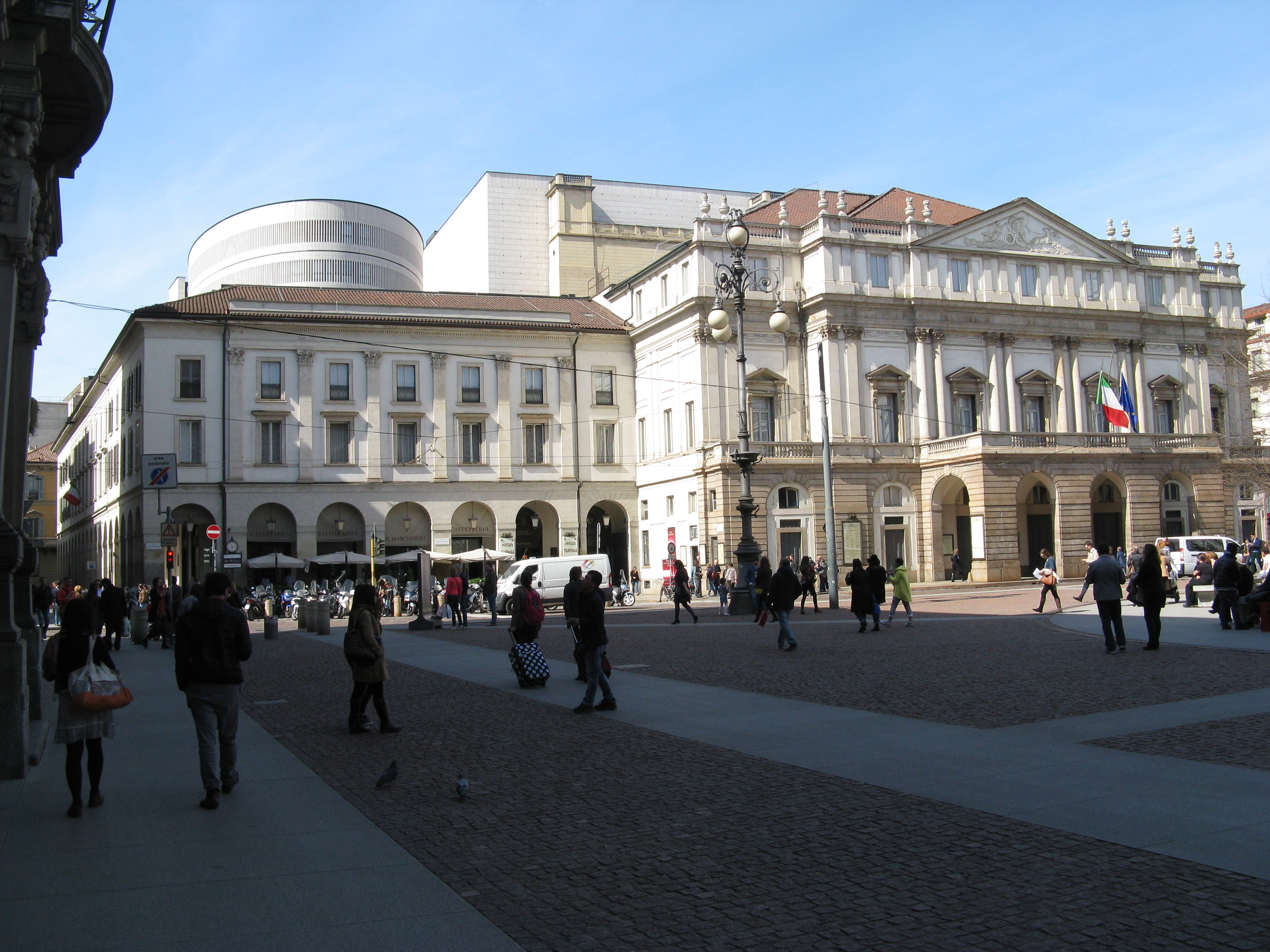
Teatro alla Scala, Milano.

Il nuovo Simon Boccanegra andò in scena il 24 marzo 1881, alla Scala di Milano, sotto la direzione del più grande direttore d'orchestra italiano di quegli anni: Franco Faccio. La compagnia di canto era composta da nomi di grande prestigio: Victor Maurel (Simone), Francesco Tamagno (Gabriele), Anna D'Angeri (Amelia), Édouard de Reszke (Fiesco). L'opera ottenne un buon successo. Dalla Disposizione scenica del nuovo Simon Boccanegra, pubblicata da Ricordi, possiamo ricavare molte notizie sull'allestimento scaligero, l'atteggiamento scenico del coro e degli interpreti, l'età dei personaggi e soprattutto conoscere il punto di vista di Verdi sulla realizzazione di uno spettacolo che gli stava molto a cuore e rappresentava per lui sia il recupero di un lavoro ingiustamente dimenticato che un ritorno in grande stile al palcoscenico.
Nonostante l'iniziale successo, il cammino del rinnovato Simon Boccanegra non fu agevole. Alla fine dell'Ottocento l'opera era nuovamente uscita di repertorio e il definitivo recupero fu merito della Verdi–Renaissance tedesca. Dal 1929 l'opera fu infatti inserita nei cartelloni dei maggiori teatri tedeschi con prestigiosi registi e interpreti. Nel gennaio 1930 a Vienna venne diretta da Clemens Krauss sempre in lingua tedesca; fino ad oggi l'opera è stata presente per centoquarantaquattro volte nel cartellone dello Staatsoper. 
Nel 1932 trovò la sua consacrazione internazionale al Metropolitan di New York con Lawrence Tibbett, Giovanni Martinelli ed Ezio Pinza diretta da Tullio Serafin e negli anni successivi (centotrentanove rappresentazioni fino ad oggi), sull'onda del trionfo americano, venne ripresa con successo in Italia: a Roma, Parma, Firenze, Bologna.
Nel Regno Unito la prima fu eseguita nel Sadler's Wells Theatre del Borgo londinese di Islington il 27 ottobre 1948.
La ripresa della prima versione in forma di concerto, il 2 febbraio 2001 al Palafenice di Venezia (all'epoca la ricostruzione del Teatro La Fenice era ancora in corso), ha messo ancor meglio in evidenza i meriti della capillare revisione del 1881, certamente la più impegnativa e insieme la più efficace alla quale Verdi abbia sottoposto una sua opera.

## Caratteri drammaturgici e stilistici

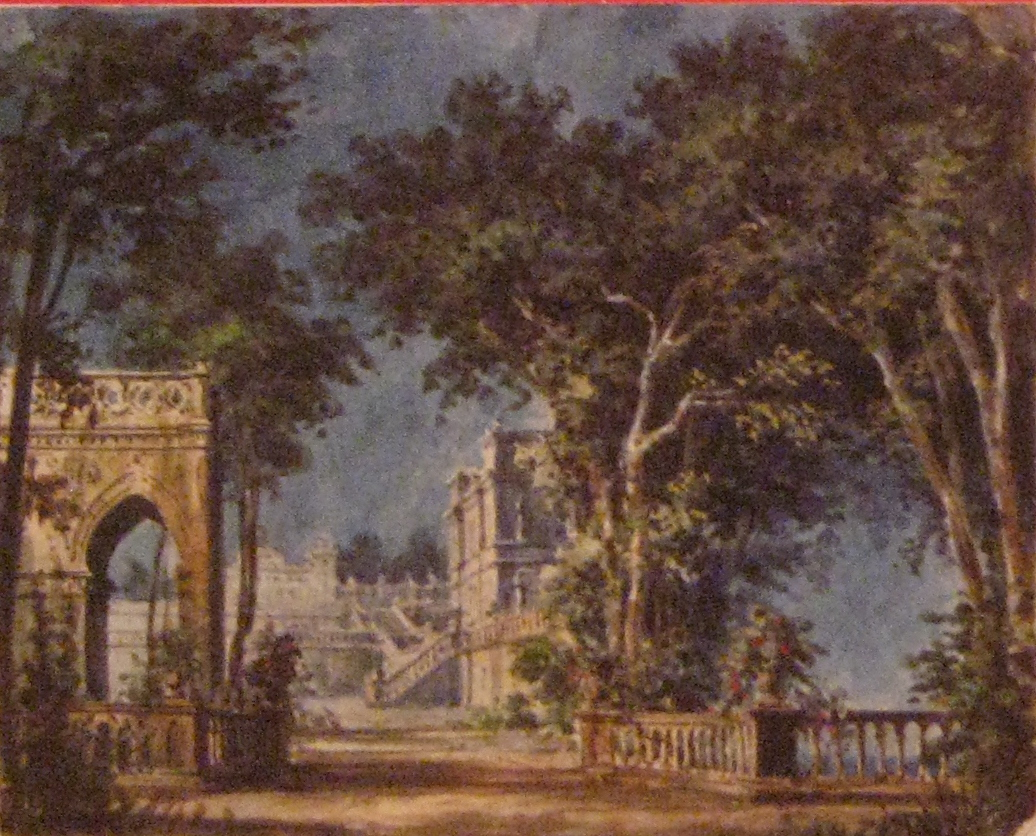
Scenario realizzato da Girolamo Magnani per la prima al Teatro alla Scala, il 24 marzo 1881.

Alcuni giorni dopo l'andata in scena della seconda versione, scrivendo all'amico Opprandino Arrivabene, Verdi osservò che Simon Boccanegra è opera «triste perché dev'essere triste, ma interessa». Nel porre l'accento sulla caratteristica più evidente di quest'opera, la sua tinta scura e malinconica, questo lapidario giudizio solleva un interrogativo di fondo: quali ragioni hanno spinto Verdi a tornare su questa partitura a distanza di decenni, in un momento delicatissimo della sua carriera, per di più interrompendo la composizione di Otello? Le motivazioni sono molteplici e di diversa natura: se da un lato l'operazione si giustifica come una sorta di prova generale volta a saggiare, dopo tanti anni di silenzio, le reazioni del pubblico di fronte alla sua nuova musica, nell'attesa di proporre un'opera originale; dall'altro le parole del musicista lasciano intendere che quest'opera, nonostante l'insuccesso, era rimasta nel suo cuore. Si racconta che Verdi abbia in seguito confidato al nipote Carrara di aver voluto bene al Simon Boccanegra «come si vuol bene al figlio gobbo.»
Simon Boccanegra è una di quelle partiture verdiane – come Macbeth e Don Carlos – che, al di là del loro valore artistico, difficilmente avrebbero potuto aver accesso alla popolarità nel corso dell'Ottocento, in quanto il suo soggetto non ruota intorno ad una grande storia d'amore o ad un infiammato dramma di popoli in lotta per la libertà.
Incentrato su un tema ricorrente nel teatro verdiano - la crisi di un sistema di potere e di affetti familiari - Simon Boccanegra finisce infatti per capovolgere i convenzionali rapporti di forza tra i personaggi: non solo il protagonista è il baritono, ma il suo vero antagonista non è il tenore (l'innamorato giovane e romantico) bensì il basso, mentre la donna contesa non è l'amante, bensì la figlia dell'uno (Simone) e la nipote dell'altro (Fiesco). Il cuore dell'opera è rappresentato da un intreccio fatale di odii atavici e fraintendimenti, in una cronica impossibilità di intendersi e comunicare. Le passioni torbide e irrisolte che animano quest'opera buia, complessa e tormentata, sono destinate a sciogliersi solo dopo che l'inesorabile trascorrere del tempo ne ha levigato l'asprezza, ovvero con l'approssimarsi della morte. Tra il prologo e i tre atti trascorrono ben venticinque anni, ed è suggestivo raffrontare questo scarto temporale con il lasso di tempo - ventiquattro anni: dal 1857 al 1881 - che separò nella realtà la nascita delle due versioni: si direbbe che lo stesso Verdi, per trovare il vero senso di questo dramma, abbia avuto bisogno di riconsiderarlo con uno sguardo retrospettivo, quello stesso sguardo che domina l'atto conclusivo dell'opera e lo rende così umanamente struggente.
Se dal punto di vista drammaturgico la modifica più importante introdotta dalla versione 1881 riguarda il quadro che chiude il primo atto, composto ex novo e destinato a diventare la scena più intensa e spettacolare dell'opera, sul piano poetico appaiono non meno determinanti i cambiamenti alla prima parte del prologo e, in particolare, l'aggiunta di quel breve ma straordinario preludio il cui motivo principale – «una cellula drammatico–narrativa a vite perpetua», come la definisce Massimo Mila – sembra far scaturire il dramma dalle brume della memoria, dando piena evidenza musicale all'idea fondamentale del trascorrere del tempo.
Il colore complessivamente severo deriva sia dal largo impiego di uno stile vocale tra il declamato e l'arioso (quanto a dire dall'assenza di motivi orecchiabili: a nessuna delle arie è toccato in sorte di entrare a pieno titolo nel repertorio concertistico), sia dal predominio delle voci gravi e virili (Simone, Fiesco, ma anche i congiurati Paolo e Pietro, e lo stesso coro, per lo più maschile), cui si contrappone una sola voce femminile: quella luminosa e calda del soprano lirico che interpreta il ruolo di Amelia, la giovane donna tenera e gentile, coinvolta suo malgrado nel dramma esistenziale e politico degli uomini che l'amano e ne fanno oggetto delle loro contese.
Il protagonista, un plebeo dall'animo nobile provato in gioventù da un atroce dolore, canta nel registro vocale più caro a Verdi, quello di baritono. Il suo nemico, l'inesorabile patrizio Jacopo Fieschi - una figura di padre-padrone ricorrente spesso nel teatro verdiano, da Zaccaria (Nabucco) a Rigoletto, da Giorgio Germont (La traviata) ad Amonasro (Aida), da Filippo II (Don Carlos) al Marchese di Calatrava (La forza del destino) - in quello di basso.
Sullo sfondo si staglia la coppia degli innamorati, costituita da Amelia e Gabriele Adorno, il giovane patrizio dall'animo ardente ma leale (tenore). La loro limpida storia d'amore ha la funzione di creare un contrasto con le torbide, inespresse passioni, incancrenite dal tempo, che tormentano gli animi dei due antagonisti, segnalando in tal modo la distanza generazionale che sussiste fra i due mondi. Quest'opera cupa e triste si conclude infatti con un lutto compensato dalla promessa di un tempo migliore e con un messaggio di pace e d'amore: simile ad un passaggio di testimone, la morte di Simone coincide con la promessa di nozze degli innamorati e con l'elezione a Doge di Gabriele, cosicché il momento della riconciliazione nasce catarticamente da quello della sofferenza.
Illuminante per comprendere il senso del lungo travaglio e dell'inutile odio che distrugge la vita di Simone e di Fiesco è il peso che Paolo Albiani, il congiurato (un altro baritono) viene ad assumere per effetto della revisione 1881, soprattutto sotto la spinta di Boito, fatalmente attratto verso personaggi mefistofelici. Non è un caso che proprio la condanna a morte di Paolo, il simbolo stesso del male, e la sua definitiva uscita di scena preceda immediatamente il grande duetto della riconciliazione.
Musicalmente la partitura risente inevitabilmente degli anni che trascorrono tra la prima e la seconda versione e delle esperienze umane ed artistiche del suo autore. Le parti nuove sono facilmente riconoscibili e presentano una finezza di scrittura ed una brillantezza ritmica e timbrica lontane dallo stile disadorno e un po' monocorde dell'opera del 1857. La tinta ombrosa che caratterizza la prima versione permane anche nella seconda, ma attraversata da lampi sinistri che, nella terribile scena della maledizione che chiude il primo atto, arrivano a coagularsi in effetti espressionisti.
Opera avara di grandi arie, Simon Boccanegra si fa invece apprezzare per una straordinaria aderenza della musica al dramma, già riscontrabile nella versione originale ma notevolmente accresciuta dalla revisione, che elimina i brani più convenzionali e trasforma alcuni recitativi in moderni declamati melodici. Unica pecca dell'opera - è stato detto - è la presenza di un secondo atto che, per ragioni di struttura narrativa, Verdi non ha potuto rielaborare se non in minima parte e che, nella sua brevità, schiacciato com'è tra la grandiosità della scena finale del primo atto e la commovente tragicità del terzo, ha quasi l'aspetto di una parentesi e di un ritorno al Verdi più convenzionale. Ma anche qui, la qualità della musica e la sintesi drammatica sono tali da giustificare la piena riabilitazione che la critica ha ormai accordato a questa partitura intensa e sottile, che, tra le altre cose, ha il merito di offrirci uno dei ritratti più autentici dell'uomo Verdi: pessimista, scuro ma – come la sua opera – sempre umano e profondo.

## La trama

### Prologo
Una piazza di Genova – A destra il Palazzo dei Fieschi – È notte
È il 1339. Sta per essere eletto il nuovo Doge e in città fervono le lotte fra il partito plebeo, capeggiato dal popolano Paolo Albiani, e quello aristocratico legato al nobile Jacopo Fiesco.
Paolo confida al popolano Pietro di sostenere l'ascesa al trono dogale di Simon Boccanegra, un corsaro che ha reso grandi servigi alla repubblica genovese, e di attendersi in cambio potere e ricchezza. Giunge Simone, angosciato perché da molto tempo non ha più notizie di Maria, la donna amata che gli ha dato una figlia e che per questo è tenuta prigioniera nel palazzo gentilizio del padre Jacopo Fiesco. Paolo convince il riluttante Simone ad accettare la candidatura prospettandogli che, una volta eletto Doge, nessuno potrà più negargli le nozze con Maria. Pietro chiede al popolo di votare per Simone e avverte che dal palazzo dei Fieschi giungono dei lamenti di donna: forse è Maria, la fanciulla da tempo scomparsa (L'atra magion vedete?). Tutti si allontanano.
Jacopo Fiesco esce sconvolto dal palazzo: Maria è morta. Voci pietose intonano un Miserere (A te l'estremo addio). Sopraggiunge Simone e, ignaro di quanto è accaduto, supplica il Fiesco di perdonarlo e concedergli Maria. Quando il patrizio gli pone come condizione la consegna della nipote, egli confessa che la bambina fu da lui affidata a un'anziana nutrice in un paese lontano, ma poi la nutrice morì e la bambina scappò via di casa e quindi scomparve. Svanita così ogni speranza di rappacificazione, il Fiesco finge di allontanarsi, ma di nascosto osserva Simone, che entra nel palazzo in cerca della prigioniera. Dall'interno dell'edificio giunge un grido disperato: «Maria!», e proprio in quel momento il popolo acclama Simon Boccanegra nuovo Doge.
Tra il prologo e il primo atto trascorrono venticinque anni e accadono molti fatti: il Doge ha esiliato i capi degli aristocratici, confiscandone le proprietà, e il Fiesco, per sfuggirgli, vive in esilio in un palazzo fuori di Genova, sotto il nome di Andrea Grimaldi, mentre Simone crede ch'egli sia morto. Anni addietro, però, il Fiesco e la famiglia Grimaldi trovarono una bambina nel convento in cui era appena morta Amelia, la figlia dei Grimaldi, e decisero di adottarla e di darle il nome della figlia morta per evitare che il Doge di Genova confiscasse le ricchezze della famiglia; ma quest'orfana, all'insaputa di tutti, altri non è che la vera figlia di Maria e Simone. Trascorsi venticinque anni, Amelia ama riamata un giovane patrizio, Gabriele Adorno, che, essendo l'unico a sapere che Jacopo Fiesco e Andrea Grimaldi sono la stessa persona, congiura con lui contro il Doge plebeo.

### Atto primo

#### Quadro primo
Giardino dei Grimaldi fuori di Genova.
Amelia attende Gabriele in riva al mare, immersa nei confusi ricordi della sua fanciullezza (Come in quest'ora bruna), e quando il giovane la raggiunge lo supplica di non partecipare alla cospirazione contro Simone (Vieni a mirar la cerula).
Pietro annuncia l'arrivo del Doge e Amelia, temendo che egli venga a chiederla in sposa per il suo favorito, Paolo Albiani, supplica Gabriele di prevenirlo affrettando le nozze. Rimasto solo con Gabriele, Andrea Grimaldi (ossia Jacopo Fiesco) gli rivela che Amelia è in realtà un'orfanella a cui lui e i Grimaldi hanno dato il nome della vera figlia dei Grimaldi e, vedendolo degno di lei, lo benedice.
Squilli di trombe annunciano l'entrata del Doge, giunto per combinare il matrimonio fra Amelia e Paolo. Egli porge alla giovane il foglio con la concessione della grazia ai Grimaldi. La giovane ereditiera, alle domande del Doge, dopo aver affarmato di amare già “un’alma angelica” e di essere a conoscenze delle intenzioni di Paolo, che aspira alle sue ricchezze, rivela a Simone di essere orfana (Orfanella il tetto umile). Boccanegra inizia ad insospettirsi all’udire del passato burrascoso a Pisa della ragazza e la incalza con le sue domande: confrontando un suo medaglione con quello che la fanciulla porta al collo constata come entrambi recano l'immagine di Maria. Padre e figlia si riconciliano e si abbracciano felici.
Al ritorno di Paolo, Simone gli ordina di rinunciare ad Amelia e il perfido uomo, per vendicarsi, organizza per la notte successiva il rapimento della donna.

#### Quadro secondo
Sala del Consiglio nel Palazzo degli Abati.
Il Senato si è riunito e il Doge chiede il parere dei suoi consiglieri: egli desidera la pace con Venezia, ma Paolo e i suoi vogliono la guerra. Dalla piazza giungono i clamori di un tumulto e, affacciandosi al balcone, Simone scorge Gabriele Adorno inseguito dai plebei. Pietro, temendo che il rapimento di Amelia sia stato scoperto, incita Paolo a fuggire, ma il Doge lo precede ordinando che tutte le porte siano chiuse: chiunque fuggirà sarà dichiarato traditore. Poi, incurante delle grida di «Morte al Doge!», fa entrare il popolo. La folla irrompe trascinando il Fiesco e Gabriele, che confessa di aver ucciso l'usuraio Lorenzino, l'uomo che ha rapito Amelia per ordine di un «uom possente» del quale non ha fatto in tempo a svelare il nome; poi, ritenendolo responsabile del rapimento, si slancia su Simone per colpirlo. Sopraggiunge Amelia, si pone fra i due e supplica il padre di salvare Adorno, raccontando di essere stata rapita da tre sgherri, di essere svenuta e di essersi ritrovata nella casa di Lorenzino. Poi, «fissando Paolo», dice di poter riconoscere il vile mandante del rapimento. Scoppia un tumulto, patrizi e plebei si accusano a vicenda, Simone rivolge all'assemblea e al popolo un accorato discorso, invocando pace e amore per tutti (Plebe! Patrizi! Popolo...). Gabriele gli consegna la spada ma il Doge la rifiuta e lo invita a rimanere agli arresti a palazzo finché l'intrigo non sia svelato. Si rivolge quindi a Paolo, di cui ha intuito la colpevolezza, e lo invita a maledire pubblicamente il traditore infame che si nasconde nella sala. Paolo, inorridito, è in tal modo costretto a maledire se stesso.

### Atto secondo
Stanza del Doge nel Palazzo Ducale di Genova.
Paolo, bandito da Genova, chiede a Pietro di condurre da lui i due prigionieri, Gabriele e il Fiesco, e versa una fiala di veleno nella tazza di Simone. Non contento, egli chiede al Fiesco, l'organizzatore confesso della rivolta, di assassinare il Doge nel sonno e, davanti al suo sdegnato rifiuto, lo fa riportare in cella e insinua in Gabriele il sospetto che Amelia si trovi in balìa delle turpi attenzioni di Simone (Sento avvampar nell'anima). Quando giunge Amelia, il giovane l'accusa di tradimento con il Doge, di cui uno squillo di tromba annuncia l'arrivo. Gabriele si nasconde, Amelia in lacrime confessa al padre di amare l'Adorno e lo supplica di salvarlo. Simone, combattuto fra i doveri della sua carica e il sentimento paterno, la congeda. Beve quindi un sorso dalla tazza, notando che l'acqua ha un sapore amaro, e si assopisce. Gabriele esce dal suo nascondiglio e si slancia contro di lui per colpirlo, ma ancora una volta Amelia glielo impedisce. È il momento della rivelazione: il Doge si risveglia, ha un violento scontro verbale con Gabriele, che l'accusa di avergli ucciso il padre, e infine gli svela che Amelia è sua figlia.
Il giovane implora Amelia di perdonarlo e offre al Doge la sua vita (Perdon, perdono, Amelia). Di fuori giungono rumori di tumulti e voci concitate: i cospiratori stanno assalendo il palazzo. In segno di riconciliazione il Doge incarica Gabriele di comunicare loro le sue proposte di pace e gli concede la mano di Amelia.

### Atto terzo
Interno del Palazzo Ducale.
La rivolta è fallita, il Doge ha concesso la libertà ai capi ribelli, solo Paolo è stato condannato a morte. Mentre si reca al patibolo, egli rivela al Fiesco di aver fatto bere a Simone un veleno che lo sta lentamente uccidendo e ascolta con orrore le voci che inneggiano alle future nozze di Amelia e Gabriele.
Giunge il Boccanegra, che sta cercando refrigerio al malessere che già lo pervade respirando sul balcone l'aria del mare. All'improvviso gli si avvicina il Fiesco (nei panni di Andrea Grimaldi), che gli annuncia che la sua morte è vicina (Delle faci festanti al barlume). Da quella voce inesorabile, dopo averlo osservato bene in volto, Simone riconosce con stupore l'antico nemico, ch'egli credeva morto, e con un gesto magnanimo decide di rivelargli che Amelia è sua nipote. La commozione invade l'anima del vecchio patrizio, che troppo tardi comprende l'inutilità del suo odio. Un abbraccio pone fine alla lunga guerra.
Quando il corteo degli sposi torna dalla chiesa, Simone invita la figlia a riconoscere nel Fiesco il nonno materno, benedice la giovane coppia (Gran Dio, li benedici) e muore dopo aver proclamato Gabriele nuovo Doge di Genova.

## Numeri musicali
I numeri musicali si riferiscono alla versione del 1881.

### Prologo
- 1 Preludio, Introduzione e Aria di Fiesco
  - Scena Che dicesti?... all'onor di primo abate (Paolo, Pietro, Simone) Scena I-II-III
  - Coro e Scena di Paolo All'alba tutti qui verrete? (Pietro, Paolo, Coro) Scena IV
  - Recitativo A te l'estremo addio, palagio altero (Fiesco) Scena V
  - Aria di Fiesco Il lacerato spirito (Fiesco, Voci interne) Scena V
- 2 Scena e Duetto di Simone e Fiesco
  - Scena Suona ogni labbro il mio nome (Simone) Scena VI
  - Duetto Simon? - Tu! (Simone, Fiesco) Scena VI
- 3 Scena e Coro finale
  - Scena Oh, de' Fieschi implacata, orrida razza! (Simone, Fiesco, Voci) Scena VI
  - Coro Doge il popol t'acclama! (Paolo, Pietro, Simone, Fiesco, Coro) Scena VII

### Atto I
- 4 Preludio e Scena di Amelia
  - Aria Come in quest'ora bruna (Amelia) Scena I
- 5 Scena e Duetto di Amelia e Gabriele
  - Scena Cielo di stelle orbato (Gabriele, Amelia) Scena I-II
  - Duetto Vieni a mirar la cerula (Amelia, Gabriele) Scena II
  - Tempo di mezzo Ah! - Che fia? - Vedi quell'uom? (Amelia, Gabriele, Pietro) Scena II-III-IV
  - Cabaletta Sì, sì dell'ara il giubilo (Amelia, Gabriele) Scena IV
- 6 Scena e Duetto di Gabriele e Fiesco
  - Scena Propizio ei giunge! (Gabriele, Fiesco) Scena V
  - Duetto Vieni a me, ti benedico (Fiesco, Gabriele) Scena V
- 7 Scena e Duetto di Amelia e Simone
  - Scena Paolo. - Signor. (Simone, Paolo, Amelia) Scena VI-VII
  - Duetto Dinne, perché in quest'eremo (Simone, Amelia) Scena VII
  - Tempo di mezzo Dinne... alcun là non vedesti?... (Simone, Amelia) Scena VII
  - Cabaletta Figlia!... a tal nome io palpito (Simone, Amelia) Scena
- 8 Scena e Duettino di Paolo e Pietro
  - Scena Che rispose? - Rinuncia a ogni speranza (Paolo, Simone) Scena VIII
  - Duettino Che disse? - A me negolla (Pietro, Paolo) Scena IX
- 9 Finale I
  - Scena del Consiglio Messeri, il re di Tartaria vi porge (Simone, Paolo, Coro) Scena X
  - Sommossa Qual clamor! (Pietro, Paolo, Simone, Gabriele, Amelia, Coro) Scena X-XI-XII
  - Racconto Nell'ora soave che all'estasi invita (Amelia, Coro) Scena XII
  - Pezzo d'assieme Plebe! Patrizi! Popolo (Simone, Amelia, Pietro, Paolo, Gabriele, Fiesco, Coro) Scena XII
  - Recitativo Ecco la spada (Gabriele, Simone, Paolo) Scena XII
  - Maledizione V'è in queste mura un vil che m'ode (Simone, Paolo, Coro) Scena XII

### Atto II
- 10 Scena e Duetto di Paolo e Fiesco
  - Scena Quei due vedesti? (Paolo, Pietro) Scena I
  - Recitativo Me stesso ho maledetto! (Paolo) Scena II
  - Duetto Prigioniero in qual loco m'adduci? (Fiesco, Paolo) Scena III
- 11 Scena e Aria di Gabriele
  - Scena Udisti? - Vil disegno! (Paolo, Gabriele) Scena IV-V
  - Aria Sento avvampar nell'anima (Gabriele) Scena V
  - Tempo di mezzo Che parlo!... Ohimè!... deliro... (Gabriele) Scena V
  - Cabaletta Cielo pietoso, rendila (Gabriele) Scena V
- 12 Scena e Duetto di Amelia e Gabriele
  - Scena Tu qui?... - Amelia! (Amelia, Gabriele) Scena VI
  - Duetto Parla, in tuo cor virgineo (Gabriele, Amelia) Scena VI
  - Tempo di mezzo Il Doge vien. Scampo non hai (Amelia, Gabriele) Scena VI
  - Cabaletta All'ora stessa teco avrò morte... (Amelia, Gabriele) Scena VI
- 13 Scena e Terzetto
  - Scena Figlia!... - Sì afflitto, o padre mio? (Simone, Amelia, Gabriele) Scena VII-VIII-IX
  - Terzetto Perdon, perdono, Amelia (Gabriele, Amelia, Simone) Scena IX
  - Coro All'armi, all'armi, o Liguri (Coro, Amelia, Gabriele, Simone) Scena IX

### Atto III
- 14 Preludio
  - Preludio e Coro Evviva il Doge! (Coro) Scena I
  - Recitativo Libero sei: ecco la spada (Capitano, Fiesco, Paolo, Coro) Scena I-II
  - Recitativo Cittadini! per ordine del Doge (Capitano) Scena III
- 15 Scena e Duetto di Simone e Fiesco
  - Scena M'ardon le tempia... (Simone, Fiesco) Scena III
  - Duetto Delle faci festanti al barlume (Fiesco, Simone) Scena III
- 16 Scena e Quartetto finale
  - Scena Chi veggo!... - Vien... (Amelia, Simone, Gabriele, Fiesco) Scena IV
  - Quartetto Gran Dio, li benedici (Simone, Amelia, Gabriele, Fiesco, Coro) Scena IV

## Brani più significativi
- Preludio
- A te l'estremo addio, palagio altero... Il lacerato spirito, aria di Fiesco (Prologo)
- Come in quest'ora bruna, aria di Amelia (atto I)
- Vieni a mirar la cerula...Sì sì de l'ara il giubilo, duetto d'amore tra Amelia e Gabriele (atto I)
- Plebe, patrizi, popolo, Pezzo d'assieme (atto I)
- Sento avvampar nell'anima...Cielo pietoso rendila, aria e cabaletta di Gabriele (atto II)
- Gran Dio, li benedici, aria di Simone e finale (atto III)

## Incisioni discografiche
| Anno | Cantanti (Boccanegra, Fiesco, Amelia, Gabriele)                         | Direttore            | Etichetta           |
| ---- | ----------------------------------------------------------------------- | -------------------- | ------------------- |
| 1957 | Tito Gobbi, Boris Christoff, Victoria de los Ángeles, Giuseppe Campora  | Gabriele Santini     | EMI                 |
| 1961 | Frank Guarrera, Giorgio Tozzi, Renata Tebaldi, Richard Tucker           | Nino Verchi          | Mýto                |
| 1973 | Piero Cappuccilli, Ruggero Raimondi, Katia Ricciarelli, Plácido Domingo | Gianandrea Gavazzeni | RCA                 |
| 1977 | Piero Cappuccilli, Nicolaj Ghiaurov, Mirella Freni, José Carreras       | Claudio Abbado       | Deutsche Grammophon |
| 1988 | Leo Nucci, Paata Burchuladze, Kiri Te Kanawa, Giacomo Aragall           | Georg Solti          | Decca               |
| 2013 | Thomas Hampson, Carlo Colombara, Christine Opolais, Joseph Calleja      | Massimo Zanetti      | Decca               |

## DVD parziale
- Verdi, Simon Boccanegra - James Levine/MET/Sherrill Milnes/Anna Tomowa-Sintow, 1984 Deutsche Grammophon
- Verdi, Simon Boccanegra - Georg Solti/Kiri Te Kanawa/Alexandru Agache, regia Elijah Moshinsky, 1991 Decca
- Verdi, Simon Boccanegra - James Levine/Vladimir Černov/Kiri Te Kanawa/Placido Domingo/Robert Lloyd, regia Giancarlo Del Monaco, 1995 Deutsche Grammophon
- Verdi, Simon Boccanegra - Claudio Abbado/Carlo Guelfi/Karita Mattila/Lucio Gallo/Julian Kostantinov, regia di Peter Stein, 2003, TDK